# ایوان ترابالیک
ایوان ترابالیک (به انگلیسی: Ivan Trabalík) (زاده ۸ اکتبر ۱۹۷۴) بازیکن فوتبال اهل اسلواکی است.
وی از سال ۲۰۰۵ تا ۲۰۰۷ دروازه‌بان تراکتورسازی تبریز بوده‌است و هم‌اکنون در قبرس فوتبال بازی می‌کند.
وی اولین بازیکن فوتبال اهل اسلواکی در لیگ ایران است.